# Saperda vestita
Saperda vestita är en skalbaggsart som beskrevs av Thomas Say 1824. Saperda vestita ingår i släktet Saperda och familjen långhorningar. Inga underarter finns listade i Catalogue of Life.